# Giovanni Battista Leni

Kardinalswappen (Modernes Schema)

Giambattista Leni (* 1573 in Rom; † 3. November 1627 ebenda) war ein italienischer römisch-katholischer Kardinal und Bischof. Er gehörte einer römischen Adelsfamilie an, die mit seinem Tod ausstarb.

## Biografie
Leni war ab dem 4. Juli 1608 Bischof von Milet. Papst Paul V. erhob ihn am 24. November 1608 im Konsistorium zum Kardinalat und ernannte ihn am 10. Dezember des Jahres zum Kardinalpriester mit der römischen Titelkirche San Sisto.
Am 3. August 1611 wurde er an den Bischofssitz von Ferrara versetzt und am 5. März 1618 wechselte in Rom zur Titelkirche Santa Cecilia.
Im Jahr 1623 wurde er zum Erzpriester der Basilika San Giovanni in Laterano ernannt, eine Position, die er etwa zwei Jahre lang innehatte.
Im Jahre 1626 wurde er Camerlengo des Kardinalskollegium.
Kardinal Leni starb am 3. November 1627 im Alter von 54 Jahren und wurde in der Kapelle des Johannes der Täufer in der Lateranbasilika beigesetzt.
Er war der letzte Vertreter der Familie, die daher mit ihm ausstarb. Bei seinem Tod war sein Erbe die Kirche San Carlo ai Catinari in Rom.

## Konklaven
Kardinal Giambattista Leni nahm teil:
- Konklave von 1621, welches Papst Gregor XV. wählte.
- Konklave von 1623, welches Papst Urban VIII. wählte.